# Ecdisteróide

Estrutura química do ecdisteróide ecdisona.

Os ecdisteróides são hormônios esteróides dos artrópodes que são, principalmente, responsáveis pela muda, pelo desenvolvimento e, em menor grau, pela reprodução; exemplos de ecdisteróides incluem ecdisona, ecdisterona, turkesterona e 2-desoxiecdisona. Esses compostos são sintetizados em artrópodes a partir do metabolismo do colesterol dietético, metabolismo feito pela família Halloween do citocromo P450. Os fitoecdisteróides também aparecem em muitas plantas, principalmente como agentes de proteção (toxinas ou anti-herbivoria) contra insetos herbívoros.
A ecdisterona tem sido testada em mamíferos devido ao interesse no seu potencial efeito hipertrófico. Verificou-se que ela aumenta a hipertrofia em ratos em um nível semelhante a alguns esteróides anabólicos androgênicos e SARM S 1. Propõe-se que isso ocorra através do aumento de cálcio, levando à ativação de Akt (proteína quinase B) e à síntese de proteínas nos músculos esqueléticos.